# Pitt County
Pitt County är ett administrativt område i delstaten North Carolina, USA, med 168 148 invånare. Den administrativa huvudorten (county seat) är Greenville. 

## Geografi
Enligt United States Census Bureau har countyt en total area på 1 696 km². 1 689 km² av den arean är land och 8 km² är vatten. 

### Angränsande countyn
- Martin County - nordost
- Beaufort County - öster
- Craven County - syd-sydöst
- Lenoir County - syd-sydväst
- Greene County - sydväst
- Wilson County - väster
- Edgecombe County - nordväst